# 大吉莫特
大吉莫特，是匈牙利维斯普雷姆州所辖的一个村，总面积23.44平方公里，总人口537，人口密度22.9人/平方公里（2010年1月1日）。